# Campeonato Sueco de Hóquei no Gelo de 2015–16

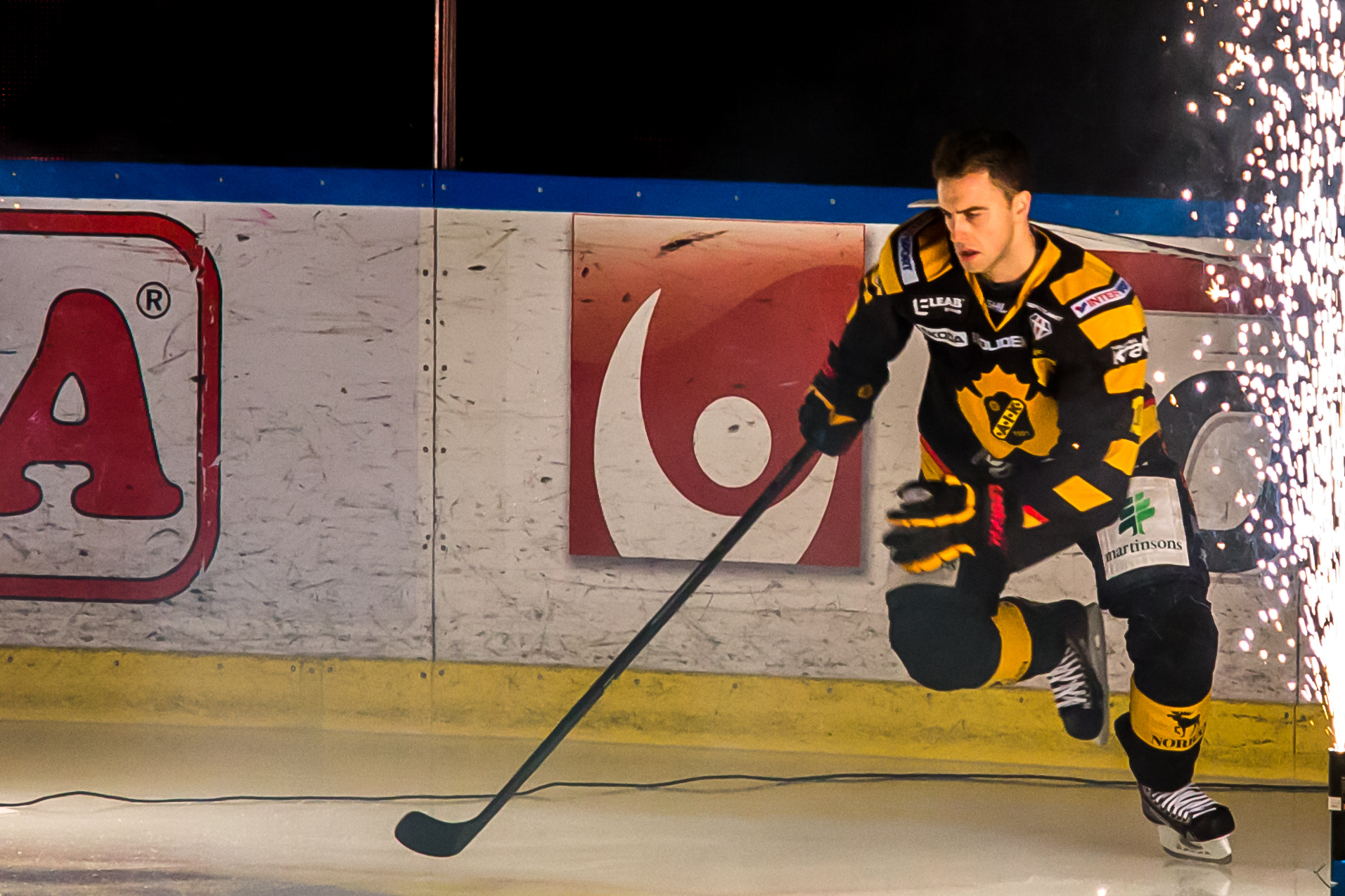
Um atacante do Skellefteå AIK

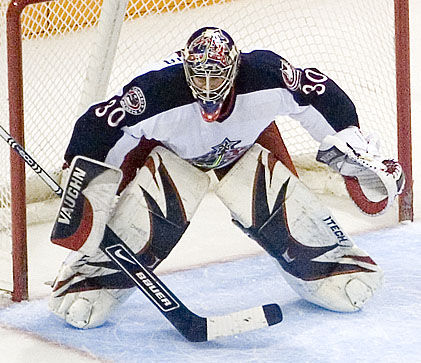
O guarda-redes do Linköpings HC

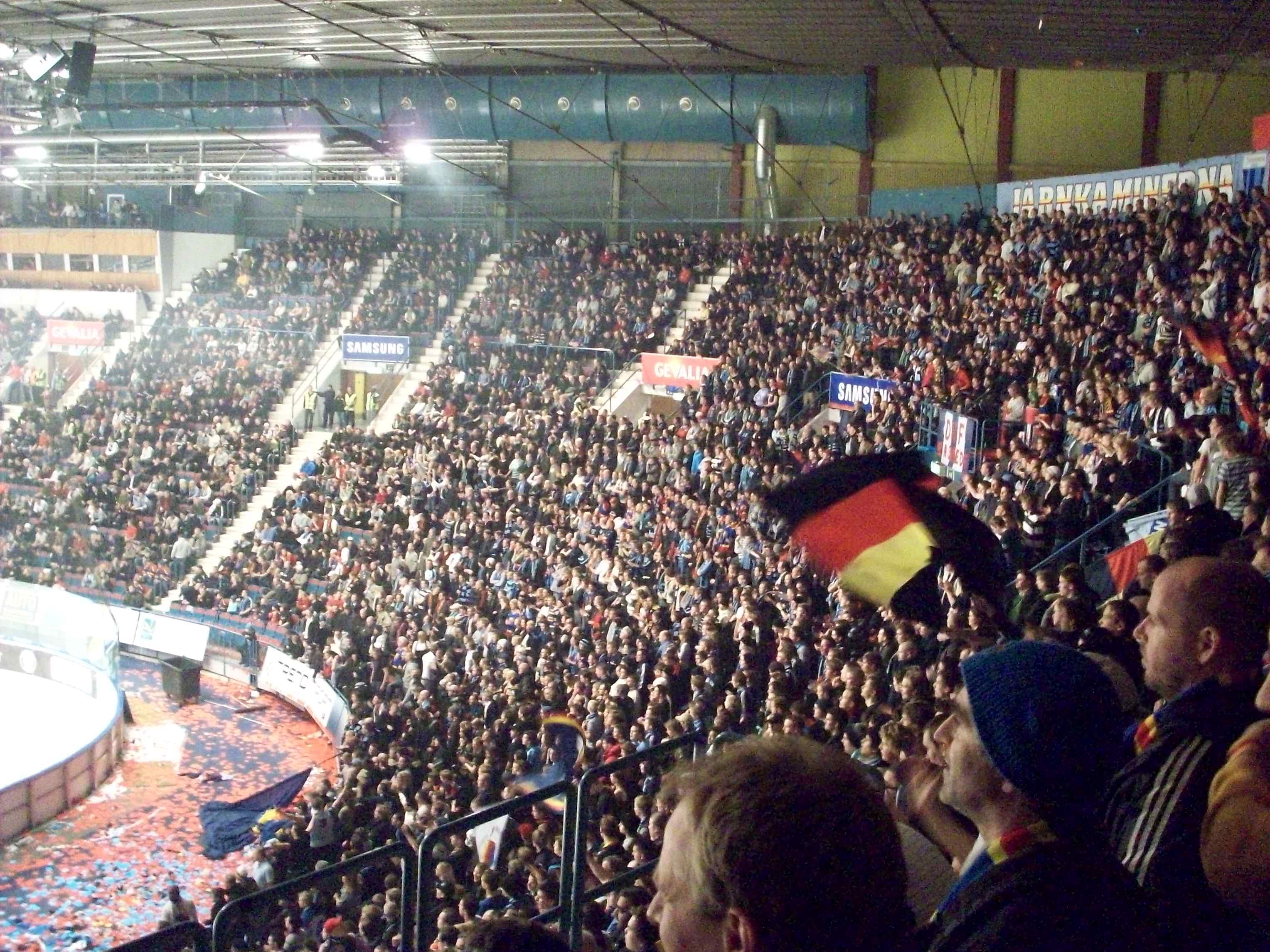
O público num jogo entre o Djurgården e o Lula

O Campeonato Sueco de Hóquei no Gelo de 2015–16 (em sueco:  Svenska hockeyligan 2015–16) foi disputado por 14 clubes, sendo esta a 41.ª temporada desta competição.

## Clubes participantes
| Clube               | Cidade       | Estádio                |
| ------------------- | ------------ | ---------------------- |
| Djurgårdens IF      | Estocolmo    | Hovet                  |
| Brynäs IF           | Gevália      | Läkerol Arena          |
| Frölunda HC         | Gotemburgo   | Scandinavium           |
| Färjestad BK        | Karlstad     | Löfbergs Lila Arena    |
| HV71                | Ionecopinga  | Kinnarps Arena         |
| Linköpings HC       | Linköping    | Cloetta Center         |
| Luleå HF            | Lula         | Coop Norrbotten Arena  |
| MODO Hockey         | Örnsköldsvik | Fjällräven Center      |
| Rögle BK            | Ängelholm    | Lindab Arena           |
| Skellefteå AIK      | Skellefteå   | Skellefteå Kraft Arena |
| Karlskrona HK       | Karlskrona   | ABB Arena Karlskrona   |
| Växjö Lakers Hockey | Växjö        | Vida Arena             |
| Malmö Redhawks      | Malmö        | Malmö Arena            |
| Örebro HK           | Örebro       | Behrn Arena            |

## Campeão
| Campeonato Sueco de Hóquei no Gelo de 2015–16 |
| Sweden                                        |
| --------------------------------------------- |
| Frölunda HC Campeão (4.º título)              |